# Miguel González Marí
Miguel González Marín (Alacant, 1980), més conegut com a Miguel de Petrer o el xiquet de Petrer, és un jugador petrerí, professional de pilota valenciana en la nòmina de l'empresa ValNet, dauer en l'Escala i corda.
La seua carrera esportiva s'inicia a l'Escola de Pilota de Petrer d'on passa després a l'Escola de l'Eliana. Ha guanyat les 24 hores dels Campionats autonòmics de Petrer de l'any 90 al 94, i participà en el Campionat Individual per primera volta el 1996. És un jugador amb una gran projecció. Ha jugat la Lliga de promoció Caixa Popular de les edicions de 1998 i 1999, quedant en ambdues subcampió.
L'any 2000 debutà en el Circuit Bancaixa representat l'ajuntament del seu poble, Petrer, amb unes actuacions magnífiques. L'any 2006 va arribar a la final del Trofeu Individual Bancaixa acarant-se a Álvaro, i quatre anys més tard guanyà el preuat trofeu davant Soro III; al trinquet de la Ciutat de la Pilota de Montcada.
El 2016 va guanyar el Circuit Professional, amb Pere i Hèctor II.
El 27 de març de 2018 anuncià la seua retirada, amb trenta-huit anys, després que vàries lesions li impediren continuar competint regularment.

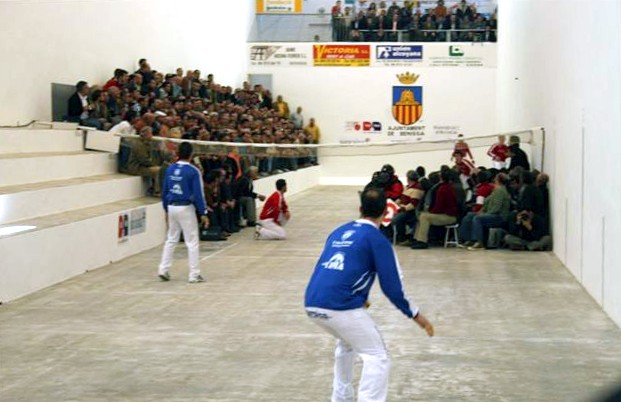
Primera final de Lliga (2008)

| A.   | Competició                         |             | Mitger     | Punter     | Adversaris                      |
| ---- | ---------------------------------- | ----------- | ---------- | ---------- | ------------------------------- |
| 2010 | XXV Individual                     | Campió      |            |            | Soro III                        |
| 2016 | XXV Lliga Professional             | Campions    | Pere       | Héctor II  | Soro III i Santi                |
| 2011 | XX Lliga Professional              | Campions    | Dani       |            | Núñez, Tato i Santi             |
| 2006 | XXI Individual                     | Subcampió   |            |            | Álvaro de Faura                 |
| 2008 | XVII Lliga Professional            | Subcampió   | Grau       | Raül II    | Genovés II, Sarasol II i Héctor |
| 2010 | II Copa Diputació                  | Subcampió   | Sarasol II |            | Genovés II i Raül               |
| 2010 | IV Màsters Ciutat de València      | Campions    | Tato       | Héctor     | Genovés II i Javi               |
| 2008 | II Màsters Ciutat de València      | Subcampions | Dani       |            | Colau, Solaz i Canari           |
| 2008 | III Trofeu Universitat de València | Subcampions | Raúl       | Oñate II   | Víctor i Dani                   |
| 2017 | XXVIII Trofeu de Nadal             | Campions    | Héctor     | Carlos     | Pere Roc II i Santi             |
| 2008 | VI Trofeu Vidal                    | Campions    | Félix      | Canari     | Genovés II i Grau               |
| 2006 | IV Trofeu Vidal                    | Campions    | Grau       | Jesús      | Álvaro, Tato i Pigat III        |
| 2011 | IX Trofeu Vidal                    | Subcampions | Félix      | Jesús      | Álvaro, Dani i Héctor           |
| 2010 | VIII Trofeu Vidal                  | Subcampions | Javi       | Sarasol II | Soro III, Félix i Jesús         |
| 2009 | Trofeu Superdeporte                | Campions    | Grau       | Solaz      | Genovés II i Tato               |
| 2009 | VII Mancomunitat de la Ribera      | Campions    | Dani       |            | Genovés II i Sarasol II         |
| 2008 | VI Mancomunitat de la Ribera       | Campions    | Sarasol II | Héctor     | Pedro, Tato i Canari            |
| 2010 | VIII Mancomunitat de la Ribera     | Subcampions | Raúl       | Herrera    | Soro III, Sarasol II i Héctor   |
| 2009 | VIII Trofeu Ciutat de Dénia        | Campions    | Tato       |            | Núñez, Sarasol II i Héctor      |
| 2011 | X Trofeu Ciutat de Dénia           | Subcampions | Tato       | Tomàs II   | Cervera, Dani i Solaz           |
| 2011 | VI Trofeu Ciutat de Llíria         | Subcampions | Félix      |            | Álvaro i Dani                   |
| 2009 | XX Trofeu de Nadal                 | Subcampions | Félix      |            | León i Dani                     |
| 2011 | XLIV Trofeu Moscatell              | Subcampions | Dani       | Ferdi      | Marcos, Félix i Tino            |
| 1999 | II Lliga Caixa Popular             | Subcampions | Félix      |            | Martí i Pedrito                 |
| 1998 | I Lliga Caixa Popular              | Subcampions | Melchor    |            | Pedro i Ximet                   |